# Корнбарьё
Корнбарьё (фр. Cornebarrieu, окс. Còrnabarriu) — коммуна во Франции, находится в регионе Юг — Пиренеи. Департамент — Верхняя Гаронна. Входит в состав кантона Бланьяк. Округ коммуны — Тулуза.
Код INSEE коммуны — 31150.

## География
Коммуна расположена приблизительно в 590 км к югу от Парижа, в 11 км к северо-западу от Тулузы.
По территории коммуны протекает река Осоннель.

## Климат
Климат умеренно-океанический. Зима мягкая и снежная, весна характеризуется сильными дождями и грозами, лето сухое и жаркое, осень солнечная. Преобладают сильные юго-восточные и северо-западные ветры.

## Население
Население коммуны на 2010 год составляло 5724 человека.
| 1962 | 1968 | 1975 | 1982 | 1990 | 1999 | 2010 |
| ---- | ---- | ---- | ---- | ---- | ---- | ---- |
| 1217 | 1844 | 2524 | 2803 | 3794 | 4693 | 5724 |

## Администрация
| Период | Период | Фамилия         | Партия       | Примечания |
| ------ | ------ | --------------- | ------------ | ---------- |
| 1975   | 2014   | Жиль де Фалетан | беспартийный |            |
| 2014   | 2020   | Ален Топпан     | беспартийный |            |

## Экономика
В 2010 году среди 3830 человек трудоспособного возраста (15—64 лет) 2941 были экономически активными, 889 — неактивными (показатель активности — 76,8 %, в 1999 году было 73,1 %). Из 2941 активных жителей работала 2721 человек (1476 мужчин и 1245 женщин), безработных было 220 (110 мужчин и 110 женщин). Среди 889 неактивных 369 человек были учениками или студентами, 216 — пенсионерами, 304 были неактивными по другим причинам.

## Достопримечательности
- Церковь Св. Климента
- Замок Понтье[фр.]
- Замок Ларан
- Замок Альез
- Замок Корнбарьё

## Фотогалерея

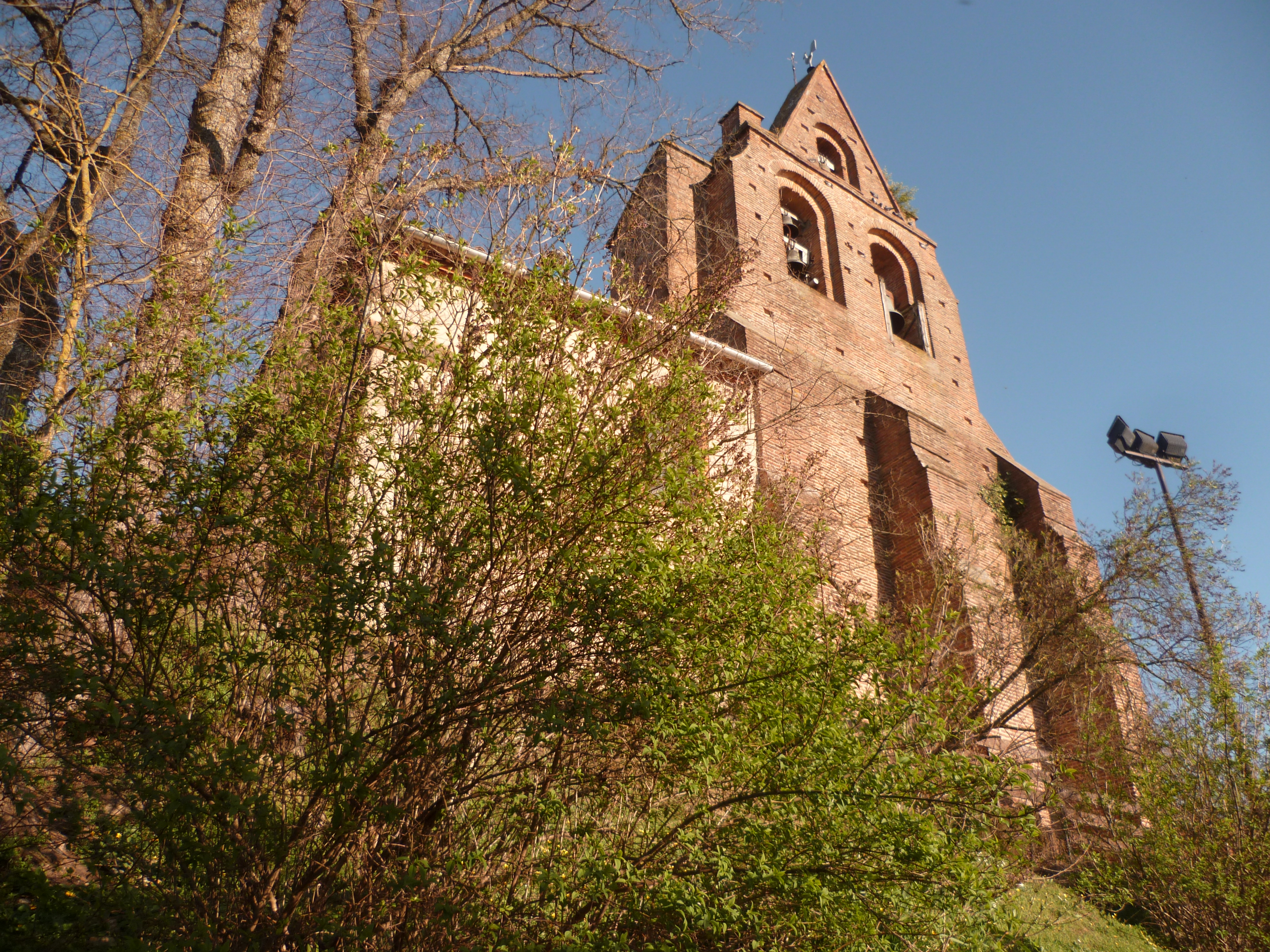
Церковь Св. Климента
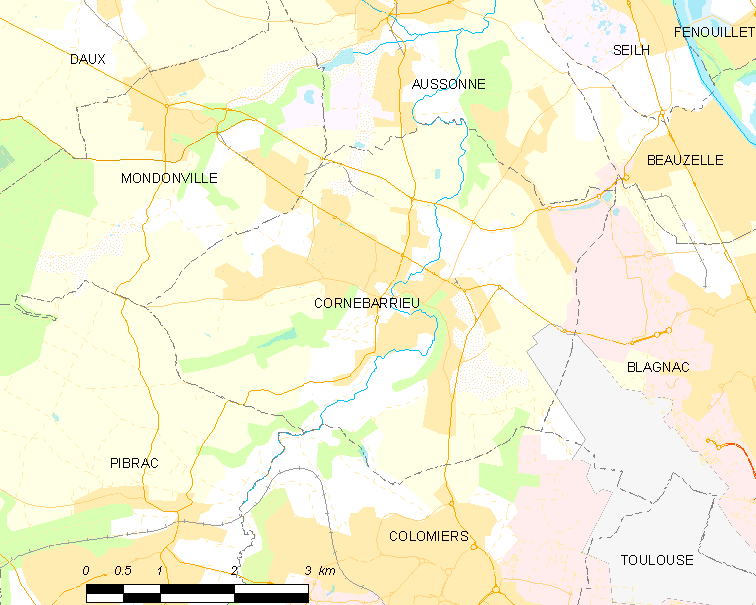
Карта коммуны